# Меллентин
Меллентин (нем. Mellenthin) — община в Германии, в земле Мекленбург-Передняя Померания.
Входит в состав района Восточная Передняя Померания. Подчиняется управлению Узедом-Зюд. Население составляет 439 человек (на 30 сентября 2019 года). Занимает площадь 19,25 км².
Коммуна подразделяется на 3 сельских округа.

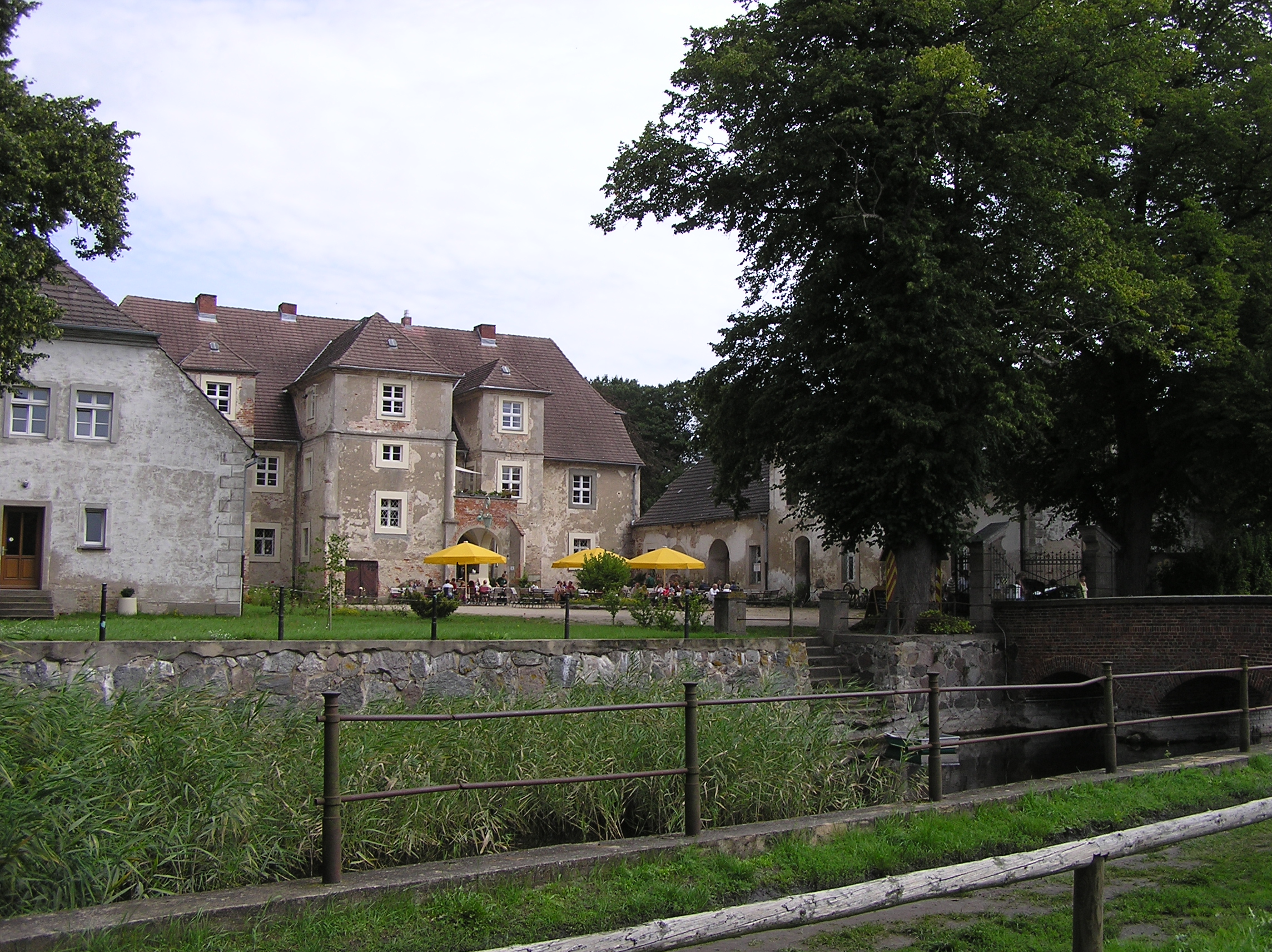
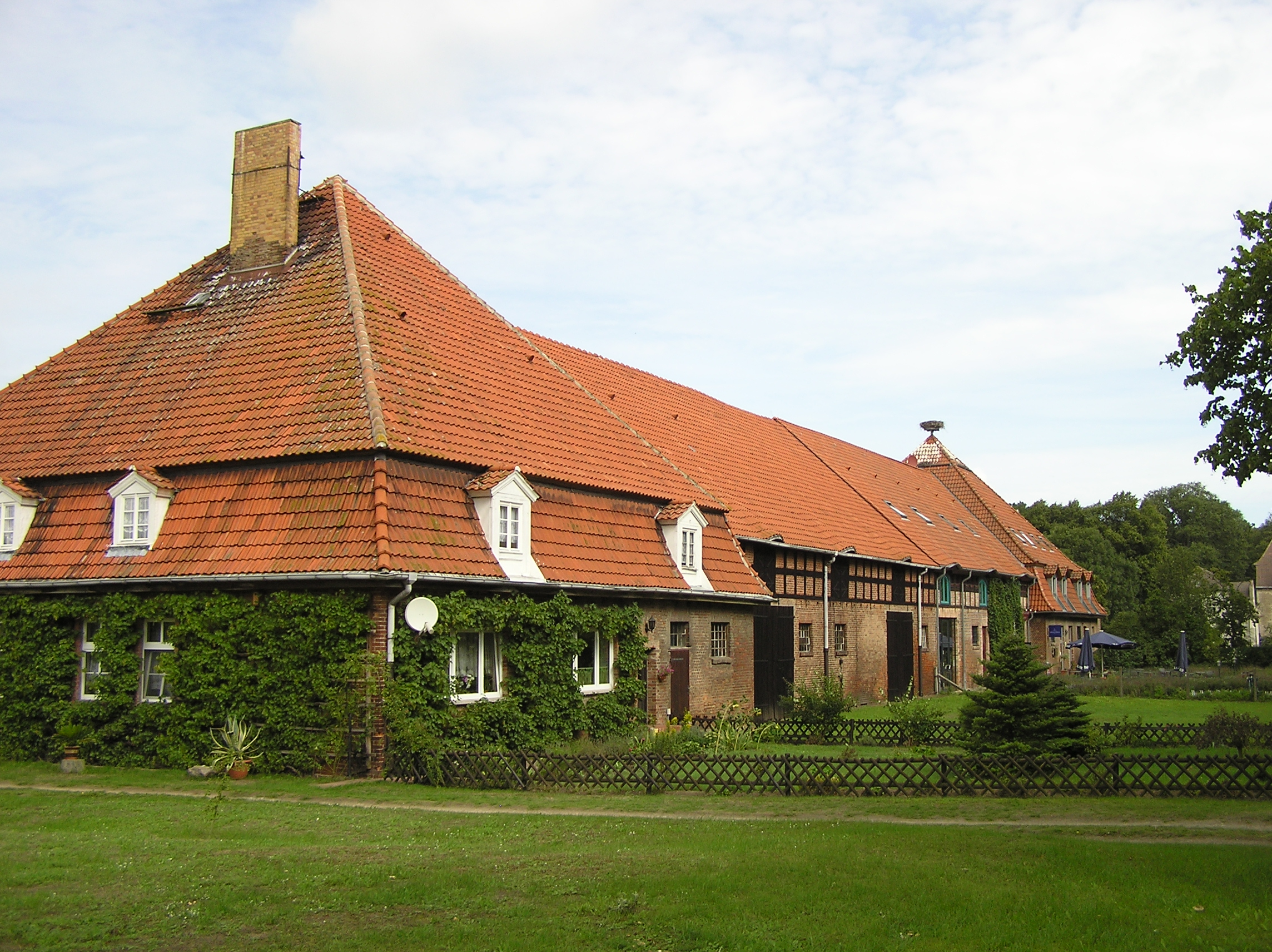
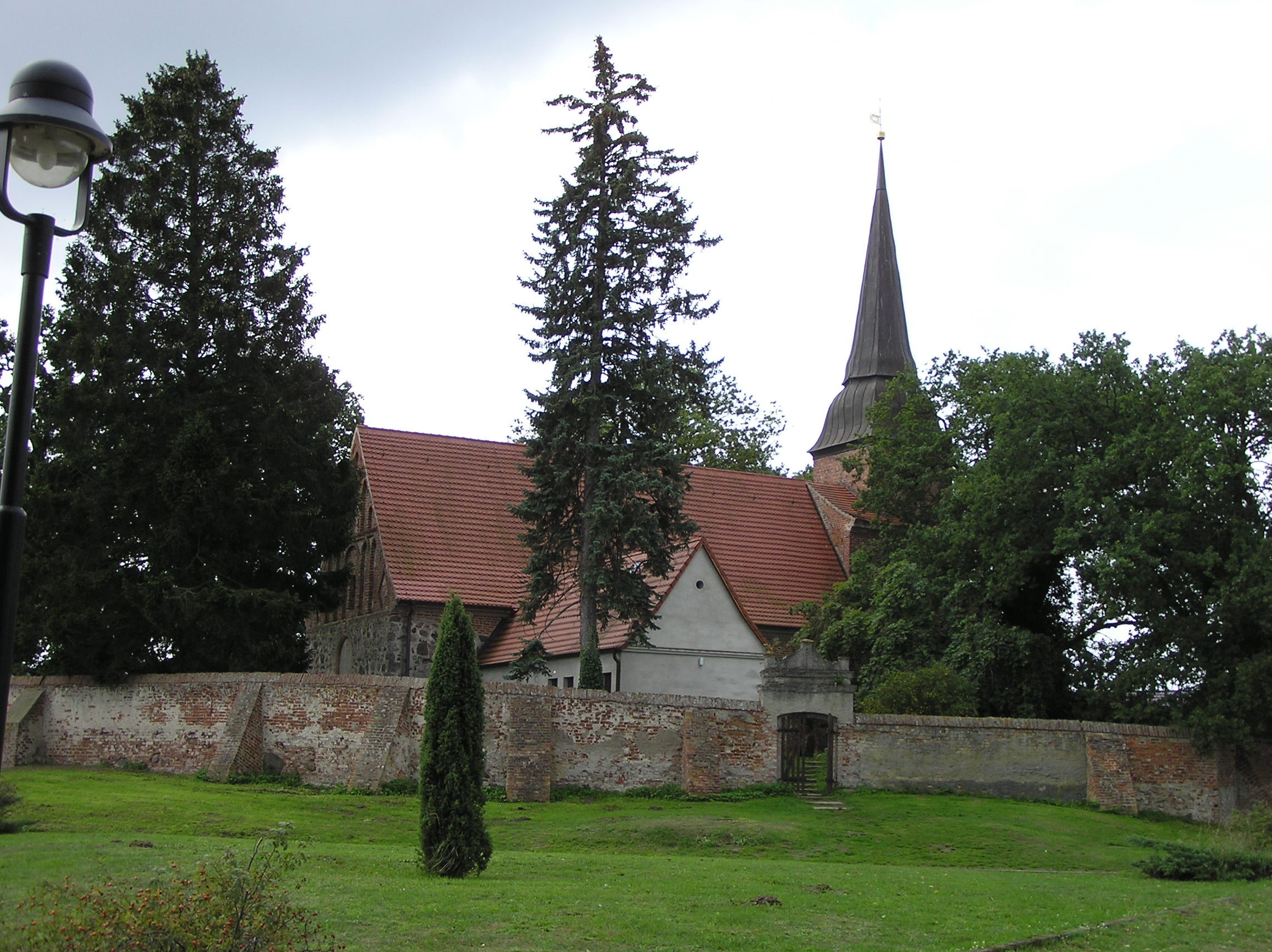
Церковь